# أعلام أمريكا الجنوبية
هذه القائمة معرض لأعلام بلدان أمريكا الجنوبية والمقاطعات التابعة لها وكذلك أعلام المنظمات الدولية في أمريكا الجنوبية.

## المنظمات الدولية

علم منظمة الدول الأمريكية
علم مجموعة دول الأنديز
علم مجموعة الكاريبي
علم الاتحاد الأوروبي في غويانا الفرنسية
علم ميركوسور (السوق المشتركة الجنوبية)
علم الأوبك
علم المنظمة الدولية للفرنكوفونية
علم اتحاد دول أمريكا الجنوبية

## البلدان

علم الأرجنتين
علم بوليفيا
علم البرازيل
علم تشيلي
علم كولومبيا
علم الإكوادور
علم غويانا
علم الباراغواي
علم بيرو
علم سورينام
علم الأوروغواي
علم فنزويلا

## التبعيات

علم أروبا (مملكة هولندا)
علم بونير (مملكة هولندا)
علم كوراساو (مملكة هولندا)
علم جزر فوكلاند (أقاليم ما وراء البحار البريطانية)
علم فرنسا هو العلم الرسمي لغويانا الفرنسية (أقاليم ما وراء البحار التابعة لفرنسا)
علم جورجيا الجنوبية وجزر ساندويتش الجنوبية (أقاليم ما وراء البحار البريطانية)